# وسام الفارس الصليبي الحديدي
وسام الفارس الصليبي الحديدي من أعلى الاوسمة. ويمنح وسام الفارس الصليبي الحديدي في ألمانيا للاعتراف المدقع بالشجاعة في المعركة أو قيادة عسكرية ناجحة خلال الحرب العالمية الثانية. كما هناك في المرتبة الأكبر وهو الصليب الأكبر للصليب الحديدي في النظام العسكري لدى الرايخ الثالث.